# Locutori (arquitectura)

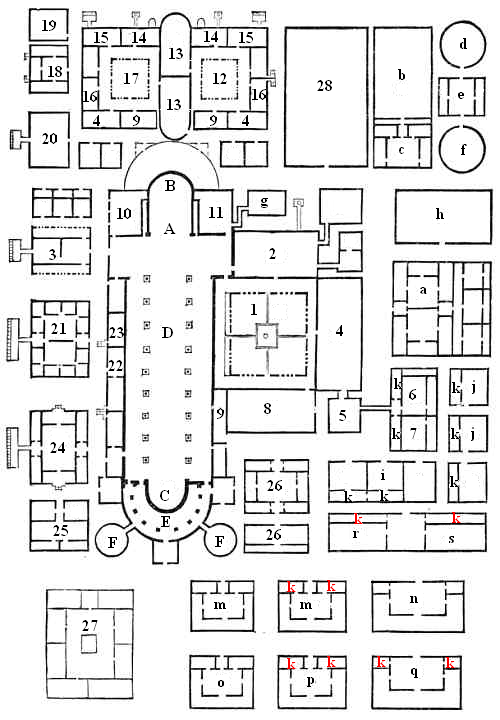
Planta de l'abadia de Sant Gal, Suïssa

El locutori, del llatí locutorium, és una sala d'un convent on els monjos o monges poden rebre visites i parlar entre ells però generalment estan separats per una reixa o similar. De vegades es parla de "locutori extern" i també hi ha aquesta dependència en les presons.
Ja des de l'edat mitjana cristiana, en l'arquitectura monàstica, com es pot apreciar en el plànol de l'abadia de Sant Gal (segle ix), ja apareixia com una sala estàndard (referència número 8 de la planimetria) a l'ala oest del claustre, que de vegades es diu "locutori intern" o simplement, locutori.
Aquesta sala era imprescindible en els monestirs cluniacencs i altres ordes religiosos, ja que els seus normes exigeixen el silenci en el claustre, refetor i dormitoris. D'aquesta manera, al locutori, els monjos podien parlar lliurement.
En la il·lustració d'un monestir cistercenc es pot observar que ha variat la seva localització a una posició (referència 20 del pla) en la colla aquest del claustre i prop de la Sala Capitular i apareix un locutori per llecs (conversos) en la referència 29 de la planimetria).